# Fábio Simplício
Fábio Simplício, właśc. Fábio Henrique Simplício (ur. 23 września 1979 w São Paulo) – piłkarz brazylijski grający na pozycji środkowego pomocnika.

## Kariera klubowa
Simplício urodził się w brazylijskiej metropolii São Paulo. Piłkarską karierę rozpoczął w tamtejszym klubie São Paulo Futebol Clube, a w jego barwach zadebiutował w 2000 roku w lidze brazylijskiej. Już w pierwszym sezonie grał w pierwszym składzie tego zespołu i wtedy też osiągnął swój pierwszy sukces – mistrzostwo stanu São Paulo. W 2001 roku dotarł do ćwierćfinałów play-off, ale São Paulo odpadło po porażce 1:2 z Athletico Paranaense. Natomiast w 2002 roku po sezonie zasadniczym jego klub zajmował pierwsze miejsce, ale w play-off znów odpadł w ćwierćfinale, tym razem po dwumeczu z Santosem FC. W 2003 roku zajął 3. miejsce w lidze, a w 2004 roku wystąpił z São Paulo FC w Copa Libertadores i Copa Sudamericana.
Latem 2004 Simplício przeszedł na zasadzie wolnego transferu do włoskiej Parmy. W Serie A zadebiutował 22 września w przegranym 1:2 meczu z FC Bologna. W całym sezonie grał w wyjściowej jedenastce klubu i swoimi 4 golami przyczynił się do pozostania zespołu w Serie A. Natomiast w sezonie 2005/2006 talent Fábio rozbłysnął jeszcze bardziej. Strzelił on 10 bramek w lidze stając się obok Bernardo Corradiego najlepszym strzelcem Parmy i miał duży w zajęciu 8. miejsca w lidze.
Latem 2006 Simplício opuścił parmeński klub i za 5,5 miliona euro przeniósł się do piątego wówczas w lidze US Palermo. W sycylijskim zespole swój pierwszy mecz zaliczył 10 września a Palermo wygrało 4:3 z Regginą Calcio. W całym sezonie 2006/2007 był jednym z lepszych piłkarzy „Rosaneros” strzelając 5 bramek w rozgrywkach ligowych, a także dwóch w Pucharze UEFA. Z Palermo zajął 5. pozycję w lidze.
Po zakończeniu sezonu 2009/2010 poinformowano, że Simplício od nowych rozgrywek będzie graczem Romy. W barwach „Wilków” rozegrał 43 mecze i 8 goli.
27 lipca 2012 podpisał 1,5 roczny kontrakt z japońskim Cerezo Osaka. Następnie występował w Visselu Kobe i Batatais, gdzie w 2016 roku zakończył karierę.
| Sezon   | Klub         | Kraj     | Rozgrywki             | Mecze | Bramki |
| ------- | ------------ | -------- | --------------------- | ----- | ------ |
| 2000    | São Paulo FC | Brazylia | Campeonato Brasileiro | 21    | 3      |
| 2001    | São Paulo FC | Brazylia | Campeonato Brasileiro | 23    | 0      |
| 2002    | São Paulo FC | Brazylia | Campeonato Brasileiro | 20    | 1      |
| 2003    | São Paulo FC | Brazylia | Campeonato Brasileiro | 36    | 6      |
| 2004    | São Paulo FC | Brazylia | Campeonato Brasileiro | 11    | 2      |
| 2004/05 | AC Parma     | Włochy   | Serie A               | 34    | 4      |
| 2005/06 | AC Parma     | Włochy   | Serie A               | 37    | 10     |
| 2006/07 | US Palermo   | Włochy   | Serie A               | 33    | 5      |
| 2007/08 | US Palermo   | Włochy   | Serie A               | 32    | 5      |
| 2008/09 | US Palermo   | Włochy   | Serie A               | 37    | 8      |
| 2009/10 | US Palermo   | Włochy   | Serie A               | 27    | 3      |
| 2010/11 | AS Roma      | Włochy   | Serie A               | 24    | 4      |
| 2011/12 | AS Roma      | Włochy   | Serie A               | 19    | 4      |
| 2012    | Cerezo Osaka | Japonia  | J-League              | 15    | 3      |
| 2013    | Cerezo Osaka | Japonia  | J-League              | 31    | 4      |
| 2014    | Vissel Kobe  | Japonia  | J-League              | 22    | 3      |

## Kariera reprezentacyjna
W reprezentacji Brazylii Simplício wystąpił jeden raz, 17 listopada 2009 w zwycięskim 2:0 towarzyskim meczu z Omanem.